# Przyjaciel korespondencyjny

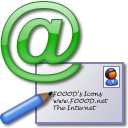
Z przyjacielem korespondencyjnym można wymieniać listy tradycyjne lub mejle

Przyjaciel korespondencyjny lub przyjaciel listowny – osoba, z którą regularnie wymienia się miłe listy lub maile (koresponduje) jako hobby. Często jest to osoba zamieszkała w innym kraju, której nigdy nie spotkało się i ze względu na dzielącą odległość jej spotkanie na żywo jest mało prawdopodobne.
Jednym z celów nawiązania i utrzymywania kontaktów z przyjacielem korespondencyjnym jest nauka obcego języka (pisanie, czytanie i gramatyka) poprzez listowne konwersacje na temat codziennego życia i zainteresowań, ale także poznanie kultury oraz obyczajów innego narodu.
W porównaniu do konwersacji na żywo zaletą pisania listów lub maili jest możliwość korzystania ze słownika, mniejszy stres i brak pośpiechu.
Ta forma kontaktów jest często jedyną formą kontaktów dla osób osadzonych, tzn. przebywających w więzieniach i odbywających długi wyrok lub oczekujących na wykonanie kary śmierci. Przyjaciel korespondencyjny poza murami więzienia pomaga w takich przypadkach poradzić sobie z osamotnieniem.
Specjalne strony internetowe pomagają w nawiązaniu pierwszych kontaktów korespondencyjnych i znalezieniu korespondencyjnego przyjaciela.